# Aquarius (yacht)
M/Y Aquarius är en superyacht tillverkad av Feadship i Nederländerna. Hon levererades 2016 till sin ägare Steve Wynn, en amerikansk kasinomagnat. Aquarius designades helt av Sinot Yacht Design. Superyachten är 92 meter lång och har en kapacitet upp till 14 passagerare fördelat på sju hytter. Den har en besättning på 31 besättningsmän.

## Galleri

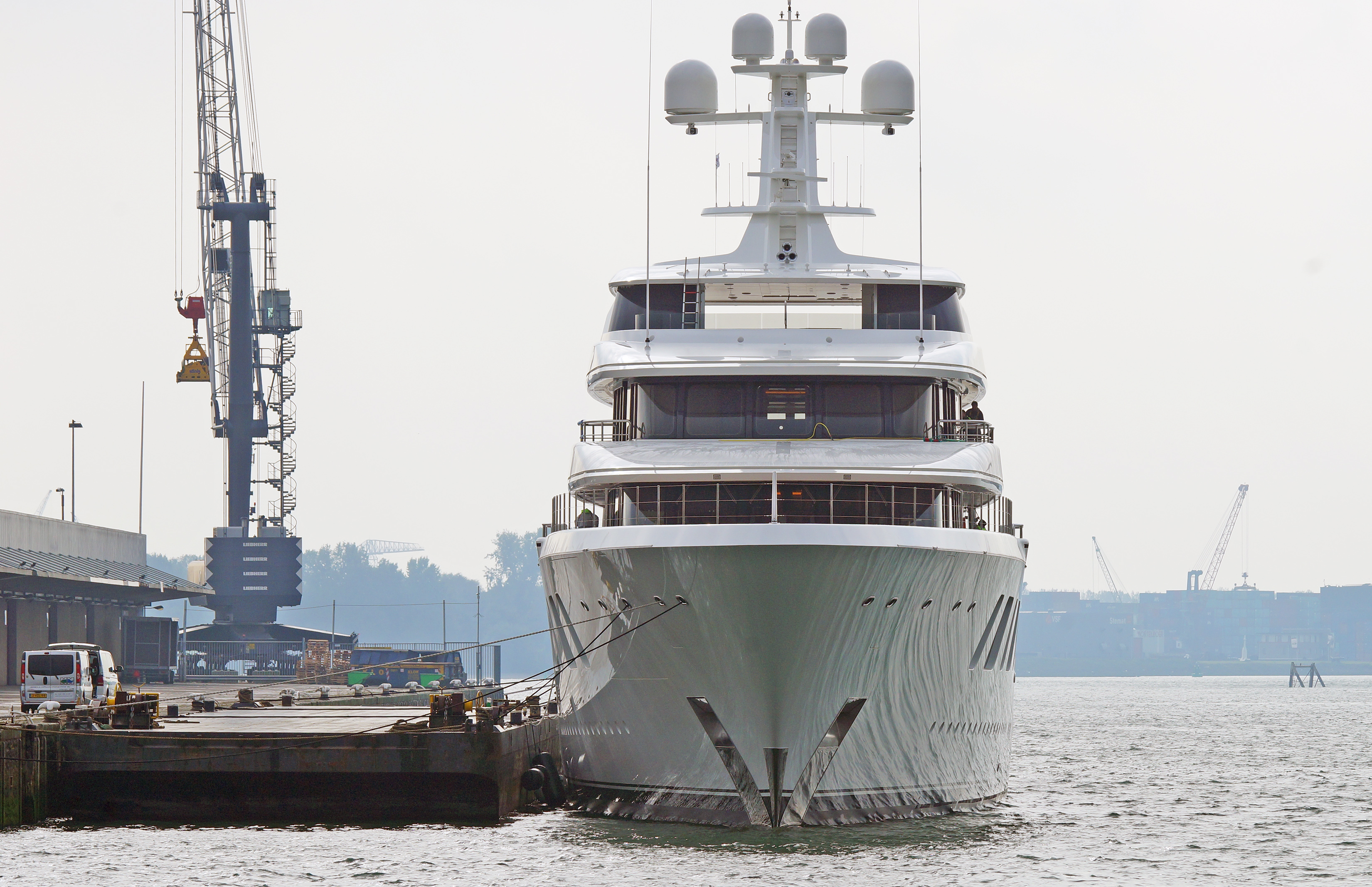
Aquarius i Rotterdam i Nederländerna, 2016.